# Кемпа-Велика
Кемпа-Велика (пол. Kępa Wielka, нім. Deutsch Kempa) — село в Польщі, у гміні Занемишль Сьредського повіту Великопольського воєводства.
Населення — 202 особи (2011).

## Демографія
Демографічна структура станом на 31 березня 2011 року:
|          | Загалом | Допрацездатний вік | Працездатний вік | Постпрацездатний вік |
| -------- | ------- | ------------------ | ---------------- | -------------------- |
| Чоловіки | 84      | 15                 | 59               | 10                   |
| Жінки    | 118     | 35                 | 63               | 20                   |
| Разом    | 202     | 50                 | 122              | 30                   |